# 도구격
도구격(道具格, instrumental case) 또는 구격(具格)은 행위의 도구 또는 수반을 가리키는 문법적 격의 일종이다. 언어에 따라 공동격과 일치하기도 하지 않기도 한다.

## 같이 보기
- 공동격
- 격